# Inazuma Eleven (manga)
Este artículo trata sobre la serie de manga y anime del mismo nombre. Para el artículo sobre la saga de videojuegos, véase Inazuma Eleven.
Inazuma Eleven (イナズマイレブン Inazuma Irebun?, Once Relámpagos), también llamado en el doblaje para Hispanoamérica Super Once, y en España como Inazuma Eleven en escrituras occidentales, es una serie de manga creada por Tenya Yabuno, que está basado en el videojuego del mismo título para la consola portátil Nintendo DS. El manga fue publicado por la editorial Shogakukan en la revista CoroCoro Comic desde junio de 2008. En el 2010, el manga obtuvo el premio Kodansha Manga Award en la categoría de mejor Manga Infantil, reconocimiento que obtuvo nuevamente en el año 2012.
Planeta DeAgostini edita el manga en España desde octubre de 2011.
Un anime basado en el videojuego, se estrenó en la cadena TV Tokyo el 5 de octubre de 2008. La serie es producida por Level-5 en conjunto con TV Tokyo y OLM.
En noviembre de 2011 se comenzó a publicar el manga Inazuma Eleven GO, una continuación de Inazuma Eleven situada 10 años en el futuro.

## Argumento
El personaje principal, Endo Mamoru/Satoru Endo/Mark Evans, él es el capitán y portero del club de fútbol del Instituto Raimon. A pesar de su talento, su instituto carece de un auténtico equipo de fútbol y los mismos alumnos de su escuela no parecen muy interesados en el equipo. Pero cuando aparece un delantero misterioso que detrás de su talento en el juego esconde una historia, el equipo se pone en marcha para convencerlo de que juegue con ellos y lo consiguen. Después, el protagonista saldrá a buscar y reclutar nuevos miembros para el equipo, de este modo el instituto Raimon buscará obtener el primer lugar en el Torneo Fútbol Frontier(Fútbol Frontera), para llegar a ser los mejores del país.
Justo cuando el Torneo Fútbol Frontier ha terminado, un extraño grupo de sujetos, que dicen ser extraterrestres provenientes del Planeta Alius y representantes de la Academia Alius (Instituto Alíen en Latinoamérica), atacan y destruyen varias escuelas en Japón. Ahora, el Raimon deberá enfrentarse a un reto aún mayor, en donde deberán tomar decisiones difíciles, dejando preciados amigos atrás y reclutando a nuevos compañeros. El Raimon superará por varios altibajos, hasta que finalmente llegan al supuesto OVNI de los extraterrestres, dónde descubren su origen y quien verdaderamente controla estos ataques.
3 meses después del incidente de la Academia Alius, varios jugadores de todo Japón son convocados para jugar contra las selecciones de todo el mundo en el Torneo Fútbol Frontier Internacional (TFI) / Fútbol Frontera Internacional (FFI). Los seleccionados provenientes del Raimon se reencontrarán con viejos amigos y enemigos, además de conocer nuevos y poderosos aliados. El nuevo equipo recibe el nombre de Inazuma Japón (Los Super Once de Japón en Latinoamérica). La selección luchará contra los mejores del mundo para llegar a la cima del TFI, pero poco a poco descubrirán que hay algo oscuro detrás del torneo y que un plan formulado desde hace muchos años está a punto de ser llevado a cabo.

## Contenido de la obra

### Manga
Anexo: Volúmenes del Manga de Inazuma Eleven
En mayo del año 2008, poco tiempo antes del estreno del anime de Inazuma Eleven, comenzó a serializarse en la revista CoroCoro Comic de la Editorial Shogakukan el manga de la franquicia. Dicho manga es una adaptación más libre del argumento encontrado en sus contrapartes del anime y videojuegos, aunque de igual manera se concentra en algunos de sus principales arcos argumentales (el torneo Football Frontier y el torneo FFI, específicamente). El diseño de personajes y la adaptación del argumento están a cargo de Tenya Yabuno. El manga finalizó en la edición de la revista CoroCoro Comic del 15 de septiembre de 2011, y el último volumen recopilatorio de este fue puesto a la venta el 28 de octubre del mismo año. En total se publicaron 10 volúmenes recopilatorios del manga, además de 1 volumen especial llamado Inazuma Eleven Gaiden Shuu lanzado en enero de 2011, el cual corresponde a la adaptación en manga de la película "Inazuma Eleven: Saikyō Gundan Ōga Shūrai".
Después del final del manga de Inazuma Eleven, Tenya Yabuno continuó la historia con el manga de Inazuma Eleven GO, el cual comenzó a publicarse el 15 de octubre de 2011 en la misma revista que su antecesor y ha sido recopilado en 10 volúmenes.

### Anime
El 7 de mayo de 2009, Televix Entertainment confirmó la adquisición de los derechos de Inazuma Eleven para su distribución en América Latina Actualmente se transmite en VIVA SPORTS (2012)y otros canales regionales. Posteriormente en el 2010, bajo el nombre de Super Once. En Latinoamérica fue transmitido desde el 4 de enero de 2010 por el canal exclusivo de anime ZAZ hasta el cierre de sus operaciones el 31 de julio del 2012. Después la serie ha sido emitida en diversas cadenas de televisión en diferentes partes de la región. El 26 de julio del mismo año, Towers Entertainment por medio de su subsidiaria Capital 8, anunciaron y lanzaron para el mercado mexicano, una edición en DVD de 4 discos que contienen los primeros 26 episodios de la serie.
Lastimosamente el anime detuvo su doblaje en el capítulo 78 por múltiples razones exteriores, desde problemas con el estudio del doblaje hasta el canal principal donde era emitido fue cerrado y fue doblada la primera película.
El anime Inazuma Eleven finalizó luego de un total de 127 episodios. Con una secuela directa Inazuma Eleven GO.

### Película
Inazuma Eleven: Saikyō Gundan Ōga Shūrai (イナズマイレブン 最強軍団オーガ襲来?  Inazuma Eleven: El ataque de los poderosos Ogre Shuurai) es la primera película basada en el anime. Se estrenó en los cines japoneses el 23 de diciembre de 2010. En su semana de estreno fue la segunda película más vista en los cines de dicho país, manteniéndose por 6 semanas entre las 10 películas más vistas y recaudando US $21.099.188 en total. La película fue lanzada en DVD y Blu-Ray el 20 de julio de 2011.